# Walraven van Hall
Walraven « Wally » van Hall, également connu sous le pseudonyme de Van Tuyl, né le 10 février 1906 à Amsterdam et exécuté le 12 février 1945 à Haarlem, est un banquier néerlandais et le chef de la Résistance durant l'occupation des Pays-Bas pendant la Seconde Guerre mondiale. Il a fondé la banque de la Résistance, qui a été utilisée pour distribuer des fonds aux victimes de l'occupation nazie et financer la résistance néerlandaise. 

## Biographie
Né à Amsterdam dans une famille néerlandaise influente, il est le sixième enfant du banquier Adriaan Floris van Hall et de Petronella Johanna Boissevain. Il est le frère cadet de Gijs van Hall. Pendant le début de son enfance, il suit un enseignement privé puis il fréquente l'école primaire de Keizersgracht. Plus tard, Walraven fréquente le lycée d'Amsterdam puis le lycée Kennemer. À partir de 1922 il étudie au collège nautique Willem Barentsz à West-Terschelling. 
En 1925 il obtient son diplôme comme apprenti barreur et est employé par la compagnie maritime, Koninklijke Hollandsche Lloyd. Mais après avoir travaillé pendant quelques années comme troisième compagnon, il a été rejeté à cause de sa vue. Incapable de travailler dans la marine marchande, il s'installe à New York en 1929. Son frère, Gijs van Hall, qui travaillait déjà dans une banque, l'aide à trouver un emploi dans une entreprise de Wall Street. Ayant ainsi été initié à la banque, van Hall retourne aux Pays-Bas. 
De retour aux Pays-Bas, il épouse Tilly den Tex. Ils ont trois enfants. Il devient banquier et agent de change aux Pays-Bas. Lorsque la guerre éclate, la jeune famille vit à Zaandam. Presque tous les jours, Wally va à la bourse d'Amsterdam. Là, il prend des contacts pour son travail de banquier de la Résistance. 

## Seconde Guerre mondiale

### Résistance
Pendant la Seconde Guerre mondiale, van Hall rejoint le fonds de soutien aux familles de marins bloqués à l'étranger lorsque la guerre a éclaté. Le fonds, le Zeemanspot, est mis sur pied par Abraham Filippo, capitaine de la Holland-America Line.t  
En raison de son expérience bancaire, van Hall et son frère Gijs peuvent obtenir un financement grâce à la garantie du gouvernement néerlandais à Londres . Peu de temps après, les Allemands commencent à prendre des mesures anti-juives et imposent le travail forcé. La résistance contre ces mesures se développe, notamment à travers la grève de février 1941. Van Hall élargit ses activités de collecte de fonds pour toutes sortes de groupes de résistance et il est maintenant connu comme le banquier de la résistance. 
Au début de 1942, van Hall fait partie du conseil d'administration de Zeemanspot. Dans la Résistance, il travaille en étroite collaboration avec son collègue Iman Jacob van den Bosch et son propre frère Gijs van Hall.

### Fonds national d'aide
En juin 1943 Van den Bosch, Van Hall et d'autres fondent le National Aid Fund (NSF), dont ils prennent avec d'autres la responsabilité. La NSF est entre autres engagée dans le soutien financier aux clandestins, aux organisations de résistance et à des journaux clandestins tels que Het Parool, Trouw et Vrij Nederland. Cette organisation de résistance compte 2 000 personnes et travaille en étroite collaboration avec le gouvernement de Londres, le garant de l'argent emprunté. Elle est surnommée la « Banque de la Résistance ».  Au total, la NSF parvient à collecter plus de 106 millions de florins et à aider quelque 150 000 personnes pendant la guerre, mais pas moins de 84 employés de la NSF sont assassinés par les nazis. 

### Fraude bancaire
L'un des moyens par lesquels van Hall lève des fonds pour la Résistance est le « vol » de la Nederlandsche Bank (Banque nationale néerlandaise), dirigée à l'époque par le chef national-socialiste Meinoud Rost van Tonningen.  
Avec l'accord du gouvernement néerlandais en exil, les van Halls réussissent à amasser jusqu'à 50 millions de florins néerlandais, soit un demi-milliard d'euros : van Hall a pour cela falsifié avec son frère et son groupe des bons du trésor, et les a échangés à la banque contre les bons réels, grâce auxquels du papier-monnaie peut être collecté. Cette opération est réalisée en collaboration avec Frans den Hollander, qui dirige alors le fonds de licenciement juridique concerné,,.  
C'est « la plus grande fraude bancaire de l'histoire des Pays-Bas ».

### Comité de travail national
Au nom du gouvernement néerlandais, Van Hall tente de coordonner l'ensemble des groupes de résistance néerlandais, jusque là compartimentés. En partie grâce à ses fortes capacités de négociation, il y parvient partiellement. Van Hall organise par exemple des consultations périodiques entre les dirigeants des plus importantes organisations de résistance. Cette structure sera appelée plus tard Comité national de travail. 
En octobre 1944, Van Hall participe également à la fondation de la Fondation 1940-1945, qui soutient les victimes de la guerre. Il joue également un rôle déterminant dans la création du groupe des Forces armées nationales. Il s'assure entre autres que les groupes de résistance impliqués sont prêts à transférer une partie de leur pouvoir à cette organisation. 

### Arrestation et exécution
À la suite des trahisons de Johan van Lom et de Teus van Vliet, membre de l' Organisation nationale pour l'aide aux personnes cachées, Walraven van Hall est arrêté le 26 janvier 1945. Van Vliet avoue aux Allemands qu'une réunion du Comité national de travail aurait lieu le lendemain. Le 27 janvier 1945, tous les participants à cette réunion, Van Hall compris, sont arrêtés par les nazis et emprisonnés à la maison de détention d'Amsterdam. Au début, les Allemands ne savent pas qui ils tiennent. Ils ne connaissaient le grand financier de la Résistance hollandaise que sous son nom de couverture de Van Tuyl. Ce n'est que plus tard qu'ils découvrent que Van Hall et Van Tuyl sont la même personne. Il est alors placé sur une liste de Todeskandidaten (« candidat à la mort »). 
Le 12 février 1945, trois mois avant la Libération, Walraven van Hall et sept autres résistants, dont Hendrik Roelof de Jong, sont exécutés. Son corps est inhumé après la guerre dans la section 35 du cimetière d'honneur de Bloemendaal. 
Il a laissé derrière lui sa femme Tilly et leurs trois enfants.

## Pseudonymes
Wally van Hall a utilisé divers pseudonymes, dont Van Tuyl, Barends, Oncle Piet et Olieman . 

## Hommage

### Récompenses
Van Hall a reçu à titre posthume la Croix de la Résistance par décret royal du 7 mai 1946 et reçu également la Médaille de la liberté avec palme d'or à La Haye le 8 avril 1953, par les États-Unis.  
En 1978, Israël le reconnut comme Juste parmi les nations, pour avoir offert un soutien financier à au moins 8 000 Juifs qui vivaient dans la clandestinité pendant la Seconde Guerre mondiale. 

### Les monuments
En 1949, une plaque a été dévoilée devant le Walraven van Hall, sur la Beursplein à Amsterdam.  En 1950, le Monument de la Résistance Haarlem a été dévoilé avec la mention des exécutés.  
En l'honneur de ses actions dans la Résistance, un monument a été érigé à l'automne 2010 près de la Nederlandsche Bank au Frederiksplein à Amsterdam. 

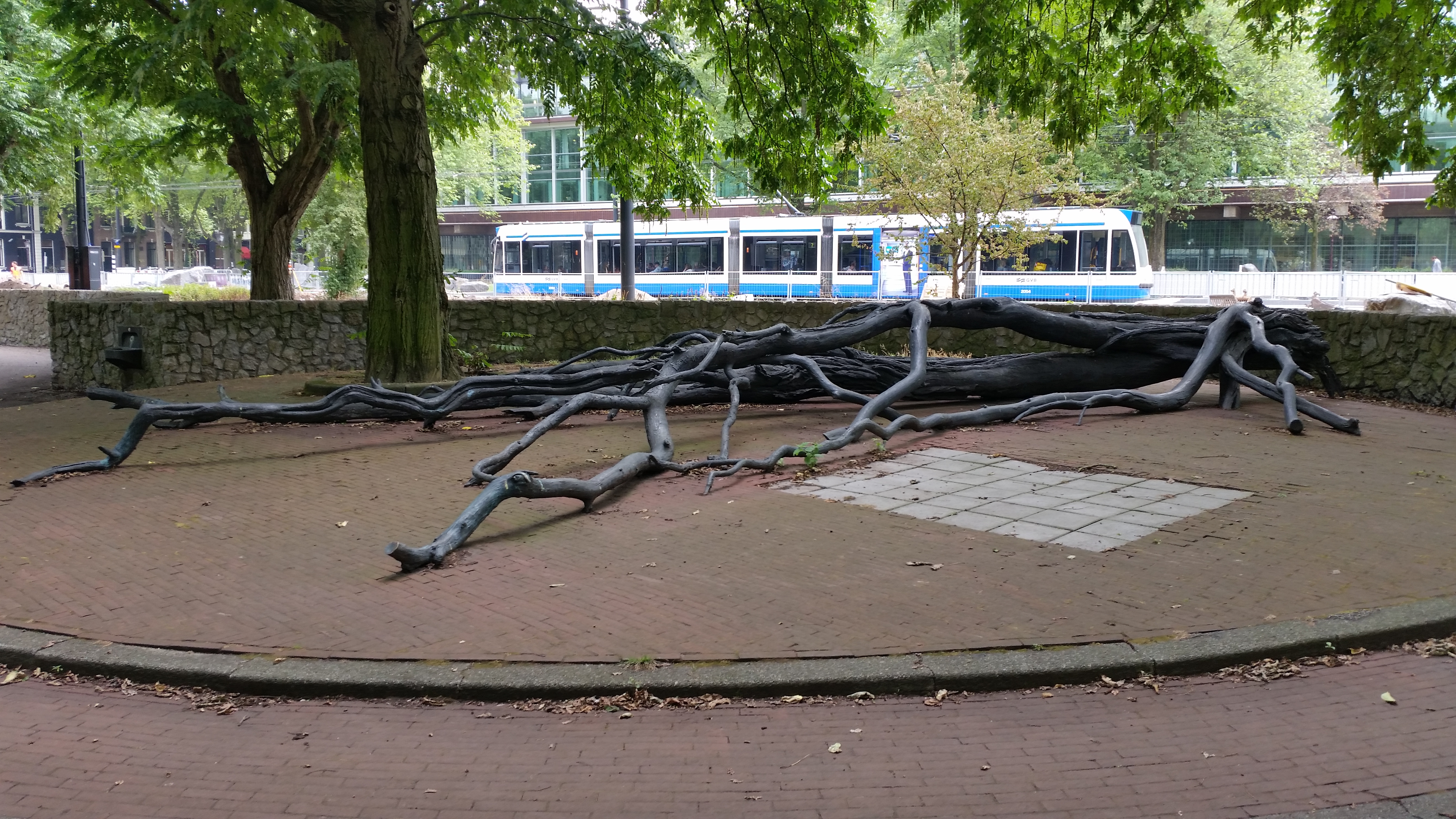
Monument en son hommage

## Dans la culture
Un film dramatisé sur le passé de résistance de Walraven van Hall et de son frère Gijs van Hall a été réalisé en 2018 sous le titre Le Banquier de la Résistance. Le rôle de Walraven van Hall est joué par Barry Atsma. Selon un article de Vrij Nederland, le film présente de graves lacunes historiques.  